# Жилянская улица

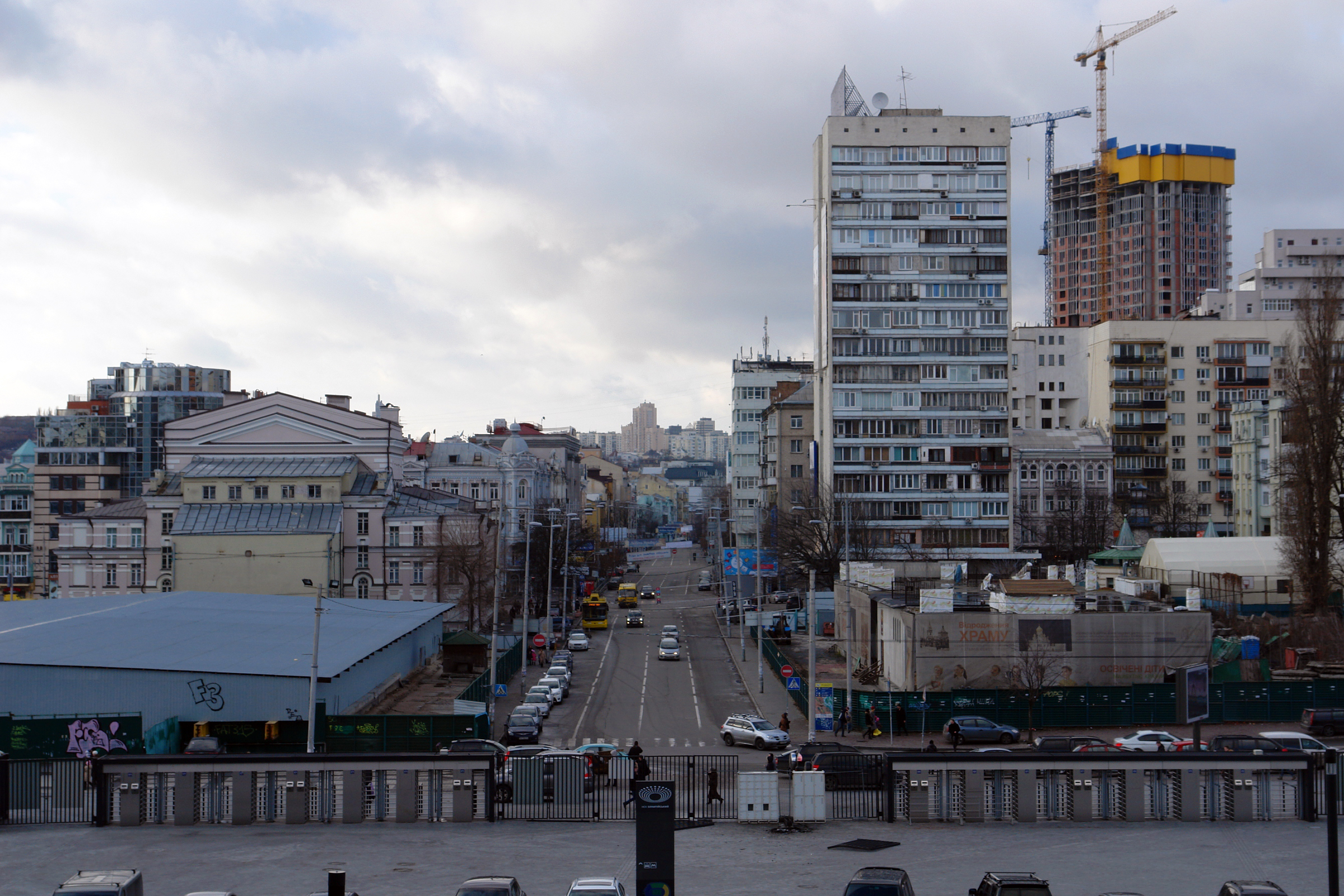
Начало Жилянской улицы

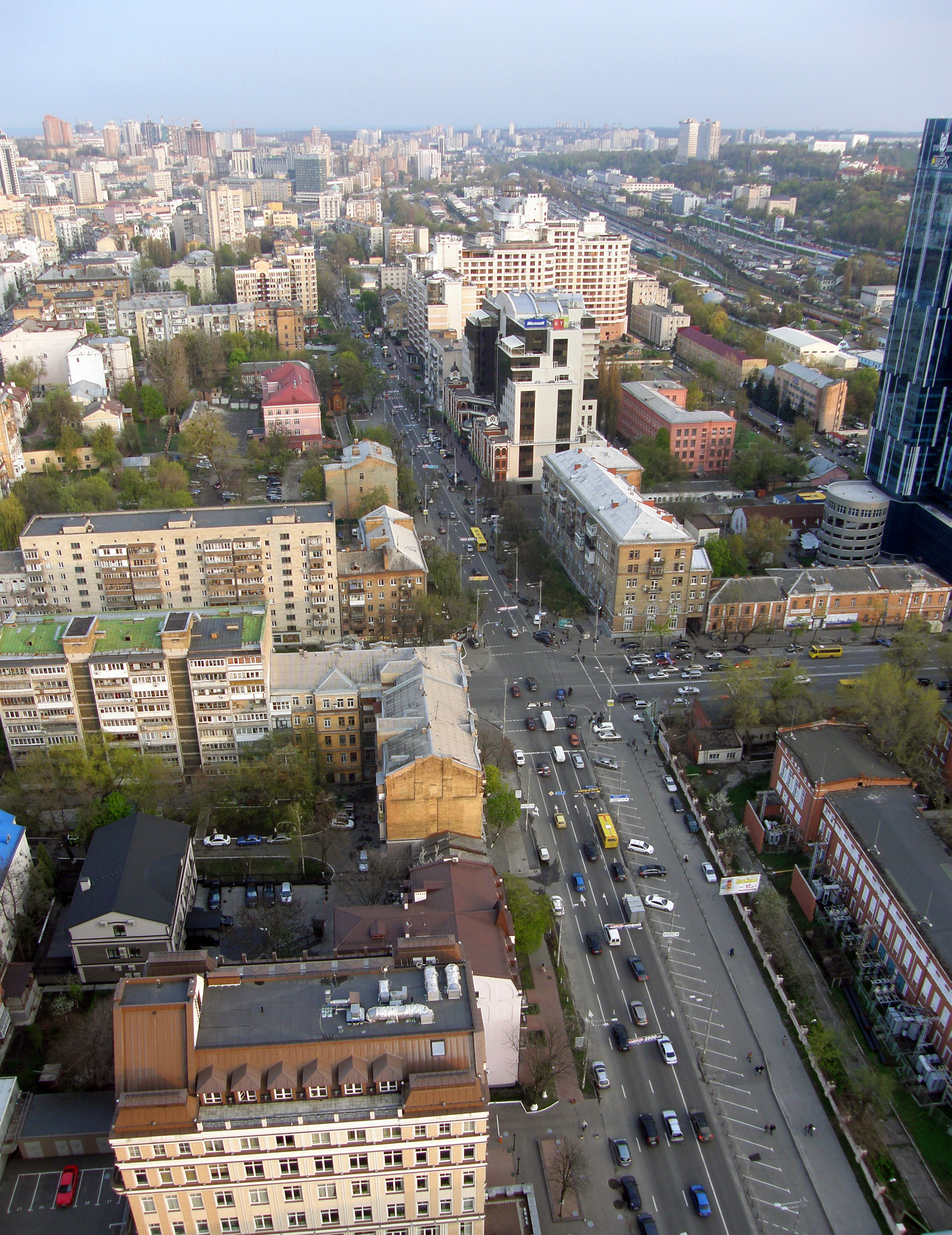
Жилянская улица у пересечения с улицей Павла Скоропадского

Жиля́нская улица — улица в Голосеевском, Печерском и Шевченковском районах города Киева, Украина. Пролегает от улицы Шота Руставели до Воздухофлотского путепровода, её продолжением является Борщаговская улица.
Протяжённость улицы 3,2 км.
К Жилянской улице примыкают улицы Большая Васильковская, Антоновича, Владимирская, Тарасовская, Короленковская, Эренбурга, Паньковская, Павла Скоропадского, Симона Петлюры, Старовокзальная, Скомороская и Галицкая площадь.

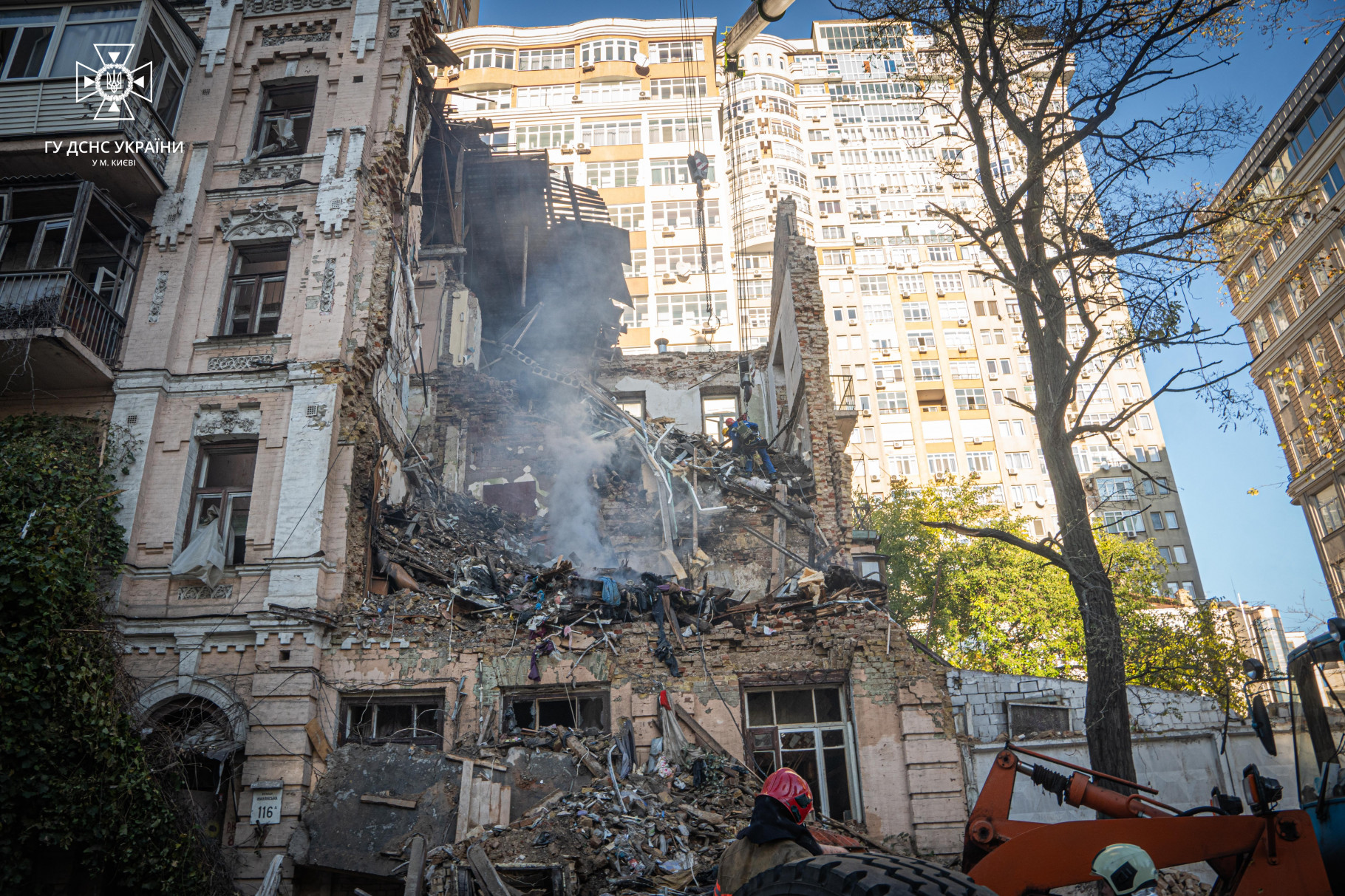
После российской атаки 17 октября 2022 года количество разрушений в городе Киеве увеличилось: разрушен дом постройки конца XIX — начала XX века по адресу Жилянская улица, 116А, погибли 5 человек (см. также фото здания до разрушения)

## История
Под названием «Жилянская» улица известна с 30-х годов XIX столетия (от местности Желань, Жиляны), первое официальное упоминание — 1834 год. В 1926—1993 годах носила имя Б. П. Жадановского.
До 1930-х годов улица пролегала от Прозоровской улицы (теперь Эспланадная) до Скоморохского переулка (поблизости от площади Победы). В процессе сооружения Красного стадиона (со временем — Центральный стадион имени Н. Хрущёва, Республиканский стадион, теперь — НСК «Олимпийский») начало улицы было перенесено к стадионному забору, а в 1970-е годы — к улице Шота Руставели. Противоположный конец улицы в 1950—60-е годы был удлинён сквозь старую застройку до современных границ. Эта часть улицы сначала была узкой и извивистой, поскольку предназначалась лишь для трамвайной линии. В 1970-е годы на её месте проложили широкую автомагистраль с трассой скоростного трамвая. Старожилы утверждают, что сначала скоростной трамвай доходил до универмага «Украина» и делал там разворот, а сама улица упиралась в Воздухофлотский путепровод и была непроездной в сторону Борщаговки. И только в 2015 году, во время реконструкции улицы исчез ряд улиц и переулков, известных с XIX столетия, которые простирались перпендикулярно Жилянской улице до речки Лыбедь: Скоморохский переулок, улица Декабристов и Комсомольская улица.

## Застройка
Улица начала застраиваться в 1850-х годах. Сохранились доходные дома второй половины XIX ст. — начала XX ст.
Пятиэтажное здание (№ 41) возведено в стиле неоклассики и модерна. В начале XX ст. он принадлежал киевскому мещанину В. Беренфусу, в 1907 году его приобрела торговая фирма «Торговый дом К. Людмер и сыновья», а в 1913 году собственником здания стал купец В. Шевелев.
Здание № 120-А построено в 1900 году по проекту архитекторов Хойнацкого и Вишневского в стиле флорентийского возрождения (за основу взят дворец великого князя Владимира Александровича в Санкт-Петербурге).
Памятником архитектуры является доходный дом 1908 года (№ 39/92)
Здание № 97 — Галицкая синагога, построена в 1909—1910 годах по проекту Ф. Отаржевского на деньги Галицкого еврейского общества.
Здания Южно-русского машиностроительного завода (сейчас — завод «Ленинская кузня») по Жилянской улице, 101, сооружён в 1890-х годах по проекту архитектора В. Городецкого.
№ 160 — Бульварная водонапорная насосная станция.

## Выдающиеся личности, связанные с Жилянской улицей
В конце XIX ст. улица была популярна среди революционеров. В частности, в здании на пересечении Жилянской и Паньковской (не сохранилось) жили революционеры-народники братья Иван и Игнат Ивичевы. В здании № 32 проживали руководители «Южнорусского рабочего союза» Елена Ковальская и Николай Щедрин, в здании № 63 работала нелегальная типография союза.
С 1912 года и до самой смерти в 1940 году в здании № 96 жил народный артист Панас Саксаганский. В здании № 6 жил композитор, заслуженный деятель искусств Алексей Рябов, первый автор оперетты «Свадьба в Малиновке». В здании № 59 проживал общественный деятель Михаил Драгоманов. Также, по некоторым данным, в начале XX ст. на улице проживал писатель Максим Рыльский.
В начале 1860-х годов XIX ст. в здании № 38 действовала первая в Киеве нелегальная школа для сельских детей, созданная организацией «Старое общество».
С 2018 года на улице находится здание телеканал «НАШ» и штаб-квартира одноимённой политической партии.

## Мемориальные доски
- дом № 46 — Татьяне Маркус (открыта в 1991 году; бронза; горельеф; скульптор В. Л. Медведев, архитектор А. М. Милецкий)
- дом № 96 — Саксаганскому Панасу Карповичу (открыта 17 сентября 1953 года; мрамор; архитектор Говденко; в 1972 году доска заменена на новую — бронзовый горельеф; скульптор М. Я. Грицюк, архитектор А. А. Сницарев)
- дом № 87 — в честь работников завода «Южно-российского машиностроительного завода», которые принимали участие в восстании сапёров 1905 года (открыт в 1947 году; мрамор).
- дом № 105 — в честь работников завода «Южно-русского машиностроительного завода», которые принимали участие в восстании сапёров 1905 года (открыт в 1955 году; бронза; барельеф; скульптор И. Л. Корнилов, архитекторы П. Е. Захарченко, И. Л. Шмульсон).
- дом № 107 — Жадановскому Борису Петровичу (открыта в феврале 1966 года; гранит; архитектор Шевченко Валентина Петровна)

## Важные учреждения
- Общеобразовательная школа № 165 (дом № 75)
- Общеобразовательная школа № 44 (дом № 46)
- ясли-сад № 262 (дом № 84)
- Международный лицей «Гранд» (дом № 38)
- Киевский межобластной апелляционный хозяйственный суд (дом № 58-Б)
- Государственная налоговая инспекция Голосеевского района (дом № 23)
- Госнадзорохрантруда Украины, территориальное управление по Киевской области и городу Киеву (дом № 43-В)
- Киевский городской центр занятости (дом № 47-Б)
- Северная региональная таможня (дом № 120-А)
- Телеканал «НАШ» (дом № 101-А)
- Хостел «Z-Hostel» (дом № 120-Б)
- Хостел «Метро Вокзальная» (дом № 126)
- Государственное бюро расследований (перекрёсток улиц Жилянской и Симона Петлюры)
- Корпорация Samsung в Украине (перекрёсток улиц Жилянской и Льва Толстого)

## Географические координаты
Координаты начала улицы 50°26′02″ с. ш. 30°31′06″ в. д.
Координаты окончания улицы 50°26′49″ с. ш. 30°28′55″ в. д.

## Транспорт
- Троллейбусы 3, 14
- Автобусы 5, 69
- Маршрутные такси 171, 411, 427, 507, 539, 554
- Трамваи 1, 3, 15, 18
- Станция метро «Вокзальная»
- Станция метро «Олимпийская»
- Железнодорожная платформа Северная

## Почтовый индекс
01032, 01033, 01135